# Museo de Bomberos de Santiago
El Museo de Bomberos de Santiago (MuBo) es una institución cultural ubicada en la comuna de Santiago Centro, en Santiago de Chile.
Su misión es proteger y dar a conocer la historia y los valores del Cuerpo de Bomberos de Santiago (CBS). Reúne, conserva e investiga el patrimonio cultural de los bomberos, exponiéndolo desde sus múltiples perspectivas, conectando a un público amplio y diverso por medio de actividades educación y extensión.

## Historia
El museo fue inaugurado el 30 de junio de 1980, con la misión de destacar la importancia de los servicios prestados por los voluntarios de bomberos, a la ciudad y al país en el siglo XIX. El museo llevaba el nombre de José Luis Claro y estaba ubicado en las dependencias del Cuartel General de Bomberos de Santiago, en la calle Santo Domingo 978. El programa se componía de dos salas donde se exhibían fotografías de material mayor, acuarelas de uniformes, equipos antiguos, cascos y piezas de material menor, como pitones, mangueras y llaves, entre otros. Su curador fue el voluntario honorario de la Quinta Compañía de Bomberos, don Agustín Gutiérrez Valdivieso.
El Museo de Bomberos funcionó hasta el terremoto de febrero de 2010, que afectó gravemente sus instalaciones. Por medio de fondos del proyecto Legado Bicentenario y del gobierno regional, se inició el proceso de restauración, siendo reinaugurado en enero de 2018.

### El museo en elsigloXXI

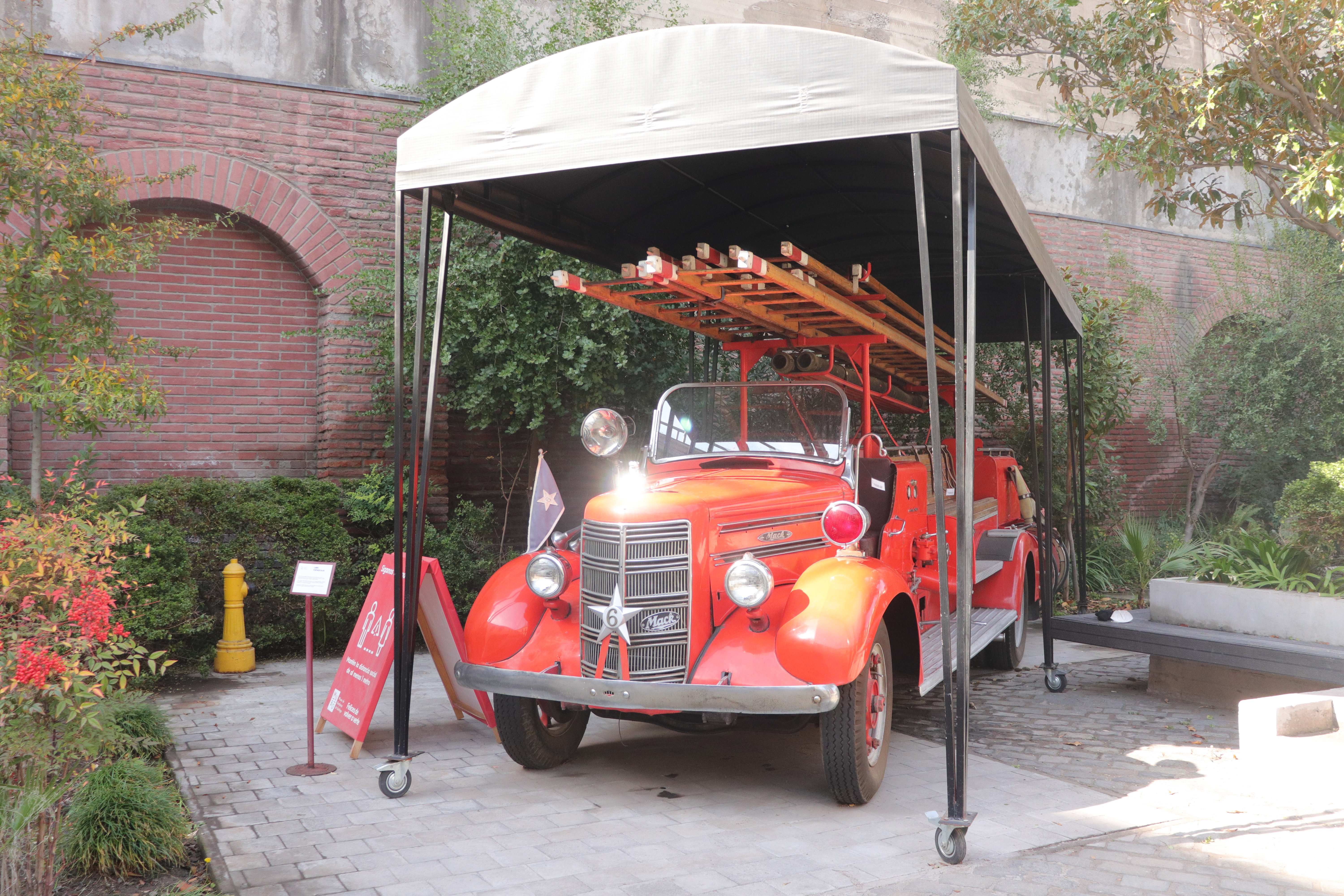
Camión Mack, usado por Bomberos de Santiago hasta los años 1960, y que se puede visitar en el Museo de Bomberos de Santiago

El museo está organizado en cuatro salas; en la primera se cuenta la historia del CBS. En el caso de la sala número 2, se relatan las técnicas y los procesos para apagar grandes incendios y cómo se atienden los llamados de emergencia en los recintos. En tanto, la sala tres se refiere a las especialidades de los voluntarios, a la seguridad y el cuidado del medioambiente, mientras que la sala cuatro está dedicada a la memoria de los mártires de la institución.
La plaza interior del museo, llamada en honor a Alfredo Santa María, alberga algunos modelos de carros bombas usados por bomberos de Santiago en el pasado.

## Edificio
El museo se encuentra en dependencias del Cuartel General del Cuerpo de Bomberos de Santiago.
Fue declarado Monumento Histórico el 19 de enero de 1983.